# 大亜湾

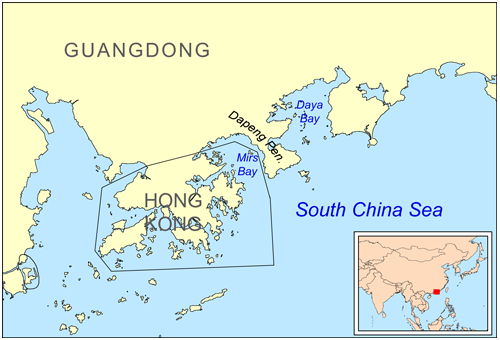
大亜湾（Daya Bay）の周辺地図。

大亜湾（だやわん）は、中国南部広東省に位置する南シナ海に面した湾である。香港から見て東方に位置し、香港東部の大鵬湾とは大鵬半島で隔てられている。旧称はバイアス湾（Bias Bay）。
大亜湾原子力発電所（2基）および嶺澳原子力発電所（2基）の計4基の原子炉が並び、大亜湾原子炉ニュートリノ実験の実験施設が建設されている場所でもある。
かつては、現在では絶滅危惧のコククジラが回遊していたとされる。

## 歴史
1920年代には、大亜湾は海賊の根拠地となっていた。これは当時の中国が軍閥が割拠する状態だったうえ、広東付近を統治していた国民政府が、1926年から北伐を開始してその戦力の多くを北上させたために生じた事態であった。
日中戦争中の1938年10月には、広東作戦を開始した日本陸軍の第21軍が、大亜湾への上陸作戦を行った（バイアス湾上陸作戦）。